# 古德諾 (伊利諾伊州)
古德諾（英語：Goodenow）是位於美國伊利諾伊州威爾縣的一個非建制地區。該地的面積和人口皆未知。

## 地理
古德諾的座標為41°23′29″N 87°38′12″W / 41.39139°N 87.63667°W，而該地的平均海拔高度為225米（即738英尺）。